# 沃伦·科尔 (演员)
沃伦·戴维·布洛斯乔二世（英语：Warren David Blosjo Jr；1977年9月23日—），艺名沃倫·科爾（英語：Warren Kole），美國演員。科爾出生在得克薩斯州聖安東尼奧，早年时间大部分在华盛顿特区度过。他在马萨诸塞州波士顿大学学习表演，并在当地剧院演出， 开始了他的职业生涯。 （页面存档备份，存于）
他曾参与USA電視台的電視劇《共同法則》担任主角之一。他也曾短暫出現在電影《復仇者聯盟》飾演執勤時偷玩大蜜蜂遊戲被東尼史塔克抓包的神盾局探員。2021年起，他在Showtime电视网的电视剧系列《黄蜂》中扮演常规角色杰夫·萨蒂克。2022年和2023年他在游戏《使命召唤：现代战争2》和《使命召唤：现代战争3》中扮演暗影公司老板及指挥官菲利普·格瑞夫斯。

## 外部連結
- Warren Kole在互联网电影资料库（IMDb）上的資料（英文）
- 沃伦·科尔的X（前Twitter）
- Warren-Kole.com (Fansite)